# الهيئة التأسيسية لصياغة الدستور الليبي
الهيئة التأسيسية لصياغة مشروع الدستور الليبي أو الهيئة التأسيسية لصياغة الدستور ومقرها مدينة البيضاء هي الهيئة المنوط بها إعداد دستور جديد ليبيا بعد قيام ثورة 17 فبراير في 2011.

## خلفية
بعد قيام ثورة 17 فبراير 2011 التي أدت إلى تنحية الرئيس السابق معمر القذافي عن الحكم في 20 أكتوبر 2011، أصدر المجلس الوطني الانتقالي إعلاناً دستورياً في 3 أغسطس 2011  ومن ثم قام المؤتمر الوطني العام بتشكيل لجنة لإعداد قانون الهيئة التأسيسة لصياغة الدستور والذي وقع بمدينة البيضاء يوم 20 يوليو 2013 تمهيداً لإجراء انتخابات ماأطلق عليها «لجنة الستين» لوضع الدستور، وسميت بلجنة الستين بسبب عدد أعضائها (60) مقسمة بين أقاليم ليبيا الثلاثة سابقاً 20 لإقليم برقة «المنطقة الشرقية» و20 لإقليم طرابلس «المنطقة الغربية» و20 لإقليم فزان «المنطقة الجنوبية الغربية» بغرض كتابة دستور جديد للبلاد.

انطلقت أعمال الاجتماع الأول للهيئة التأسيسية المكلفة بصياغة الدستور يوم الاثنين الموافق 21 أبريل لعام 2014، ولوحظ خلال الاجتماع خلو 13 مقعداً من مقاعد الهيئة الستين بعد أن حالت الاضطرابات في بعض المناطق دون إكمال الانتخابات فيها لاختيار أعضاء للهيئة التأسيسية في فبراير، وكان من المفترض أن ينعقد الاجتماع يوم الاثنين الموافق 14 أبريل 2014، لكنه تأخر نتيجة توقف الرحلات الداخلية في مطار الابرق الدولي المجاور لمدينة البيضاء بسبب العصيان المدني الذي شهدته ليبيا.

## الجدل حول قانون انتخاب الهيئة التأسيسية
كان قانون الهيئة التأسيسية محل انتقاد من قبل أمازيغ ليبيا لفقرة تضمن حقوق المكونات الثقافية في التمثيل الحقيقي بلجنة الستين، من المظاهرات السلمية إلى إعلان العصيان المدني.